# Thời kỳ ấm Trung cổ
Thời kỳ ấm Trung cổ là một giai đoạn khí hậu ấm lên ở vùng Bắc Đại Tây Dương và có thể có mối liên hệ với các sự kiện khí hậu khác trên thế giới trong giai đoạn này như ở Trung Quốc, New Zealand, và các quốc gia khác kéo dài trong khoảng 950–1250. Tiếp sau thời kỳ này là thời kỳ lạnh hơn được gọi là thời kỳ băng hà nhỏ.
Mặc dù còn nhiều điểm không chắc chắn, đặc biệt trong khoảng thời gian trước 1600 do hiếm có dữ liệu, thời kỳ ấm nhất trước thế kỷ 20 rất giống với những gì đã xảy ra vào khoảng năm 950 và 1100, nhưng nhiệt độ lúc đó có lẽ thấp hơn khoảng trung bình 1961-1990 khoảng 0,1 °C và 0,2 °C và thấp hơn nhiều so với mức mà các công cụ đo đạc ghi được sau năm 1980. Sự không đồng nhất của khí hậu trong suốt ‘thời kỳ ấm Trung cổ’ được thể hiện qua nhiều di chỉ riêng lẻ được tìm thấy rộng rãi.

## Các nghiên cứu ban đầu
Thời kỳ ấm Trung cổ (MWP) diễn ra trong khoảng thời gian 950–1250, vào thời kỳ Trung cổ châu Âu. Nghiên cứu ban đầu về MWP và thời kỳ băng hà nhỏ sau đó đã được tiến hành rộng khắp ở châu Âu, nơi mà hiện tượng này được ghi nhận rõ ràng nhất.
Ban đầu người ta tin rằng sự thay đổi nhiệt độ đã diễn ra trên toàn cầu. Tuy nhiên, quan điểm này vẫn còn bị nghi ngờ, theo bản cáo tóm tắt của IPCC năm 2001 về nội dung này ghi nhận rằng "... các dấu hiệu hiện tại không đặc trưng cho các thời kỳ dị thường ấm/lạnh diễn ra đồng bộ trên toàn cầu trong khoảng thời gian này, và các tên gọi như thời kỳ băng hà nhỏ hay thời kỳ ấm Trung cổ chỉ đề cập đến xu hướng thay đổi nhiệt độ trung bình toàn cầu hay ở từng bán cầu trong vài thế kỷ qua". Các giá trị nhiệt độ toàn cầu ghi nhận được từ lõi băng và trầm tích hồ cho thấy ở phạm vi toàn cầu rằng Trái Đất  trong thời kỳ ấm Trung cổ có thể đã lạnh hơn (khoảng 0,03⁰C) so với đầu và giữa thế kỷ 20. Crowley và Lowery (2000)  cho rằng "chưa có đủ tài liệu để chứng minh sự tồn tại của thời kỳ này ở Nam bán cầu."
Các nhà cổ khí hậu học đã mô phỏng khí hậu cho một khu vực đặc biệt trong thế kỷ 20 về thời điểm lạnh nhất trong thời kỳ băng hà nhỏ và thời điểm ấm nhất trong thời kỳ ấm Trung cổ.